# Inscription maritime

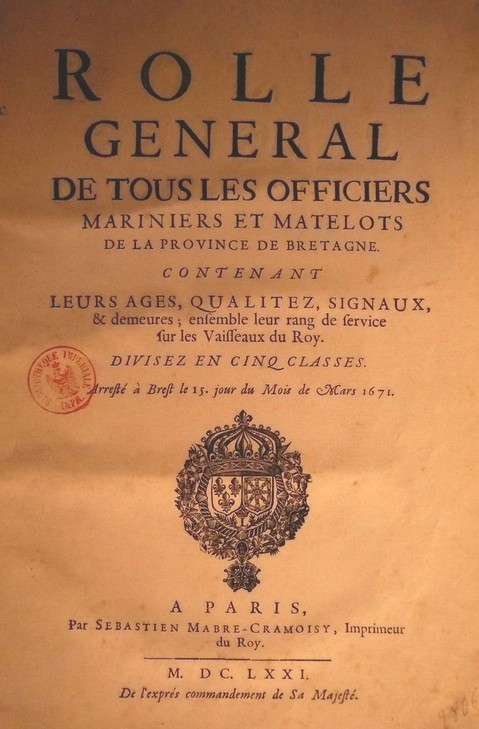
Registre des inscrits maritimes de Bretagne en 1671.

L'inscription maritime est l'enregistrement des personnes pouvant être appelées à servir sur les vaisseaux du roi de France. L’Inscription maritime s’appela d’abord le Système des classes, à cause des « classes » ou contingents annuels de marins formés dans chaque localité littorale, qui étaient appelés à servir sur les vaisseaux du roi. Le système des classes, réformé à la fin du XVIIIe siècle, devient l'Inscription maritime à partir de la Révolution française, en 1795. Navigants à la pêche ou au commerce, les « inscrits » (sur les registres de l’administration considérée) doivent effectuer leur service militaire dans la flotte de guerre et bénéficient d’un régime de prévoyance, régulièrement renforcé aux XIXe siècle et XXe siècle. L'expression « inscription maritime » désigne en même temps l'administration chargée des côtes et de la réglementation de la navigation. Cette « vieille institution » du monde maritime disparaît en 1965 lors de la réforme du service national.

## La presse
Avant 1669, le système de recrutement était celui de « la Presse », c'est-à-dire la capture dans les localités du littoral des hommes dont la marine avait besoin pour compléter les équipages des vaisseaux du Roi. Ce système ne pouvait permettre la montée en puissance d'une marine royale destinée à protéger l'expansion du Commerce extérieur et à combattre les autres puissances maritimes telles que l'Angleterre et la Hollande.

## Origine de l'Inscription maritime: l'institution du Service des classes
Pour ces raisons, l'Institution du service des classes a été créée par des ordonnances de Louis XIV, inspirées par le Ministre Jean-Baptiste Colbert :
- 22 septembre 1668 enrôlement et recensement des gens de mer ;
- 4 septembre 1669 répartition des inscrits maritimes par évêché ;
- 13 juillet 1670 institution du service des classes, c'est-à-dire du service par roulement sur les vaisseaux du Roi, avec peine de mort pour les déserteurs ;
- 23 septembre 1673 création de la « Caisse des Invalides »

## Répartition des provinces littorales
Dans chacun d'eux, un commissaire des classes tient les rôles des officiers mariniers, matelots, gens de mer.
Ils sont divisés en quatre classes en Bretagne, Guyenne, Normandie, Picardie ; 3 en Poitou, Saintonge, Aunis, île de Ré et île d'Oléron, rivière de Charente, Languedoc et Provence.
Les commissaires des classes mentionnent dans leurs ressorts noms, âges, demeures, qualités et signalement des inscrits maritimes, de leurs femmes et le nombre de leurs enfants.
Un rôle est affiché à la porte de chaque paroisse.
Ne peuvent s'engager au commerce que les inscrits dont la classe n'est pas appelée au service.
Un matelot étranger qui sert le Roi devient français après cinq ans.
Ce n'est que la perspective de toucher une demi-solde en cas de non emploi sur la flotte royale qui assure le succès de l'inscription maritime en Bretagne : en 1667, 5 140 marins bretons ; en 1673, Colbert ne compte que 6 773 matelots en dehors de la Bretagne mais 20 000 marins bretons. Au début de la guerre de Hollande (1672), l'Ambassadeur des Pays-Bas écrit que le Roi de France n'a pas de quoi armer 40 vaisseaux.
En 1672, Colbert décide de payer la solde à domicile pour éviter les débauches du retour de campagne et inciter les épouses à faire embarquer les marins.

## Administration

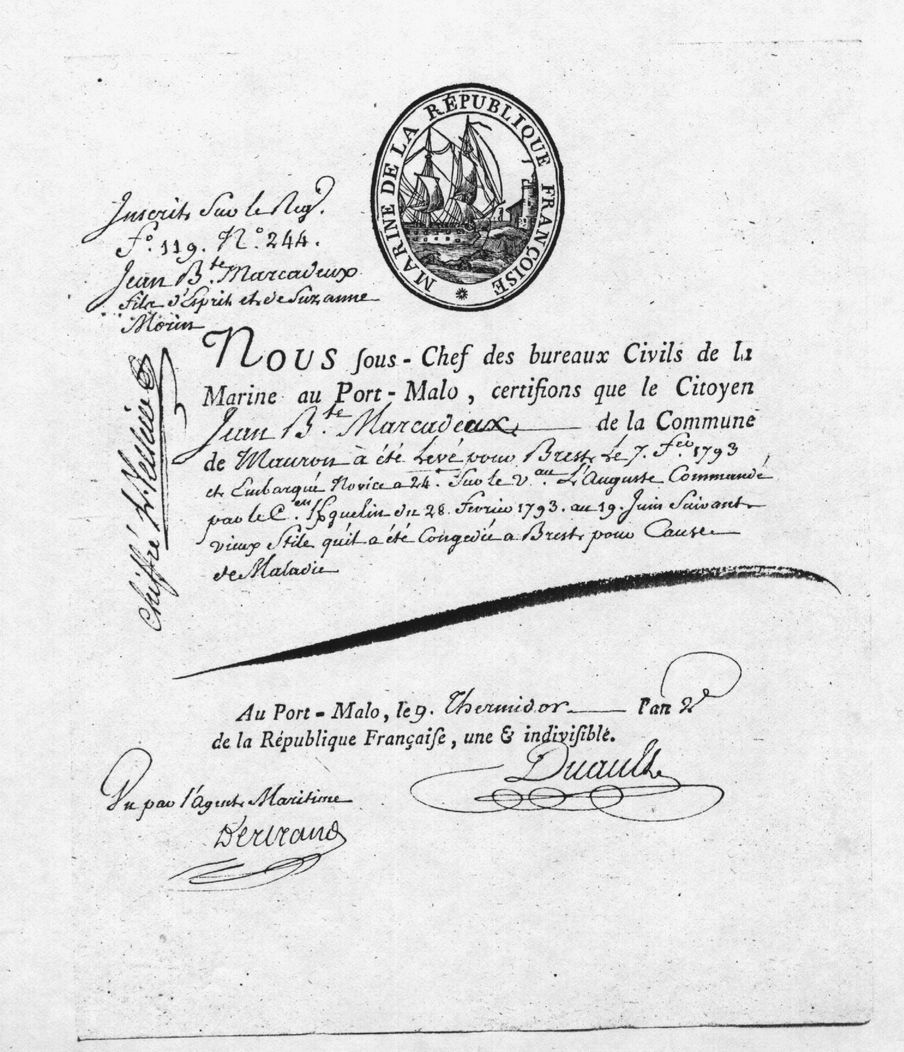
Certificat de réforme d'un novice de l'intérieur des terres (Mauron), délivré par les Bureaux civils de la Marine de Saint-Malo en l'an II.

Pour gérer les nombreuses questions liées à la navigation et au service en mer, les ports sont dotés de moyens administratifs, en hommes et matériels, en fonction de leur activité.
L'inscription maritime préfigure ainsi, jusqu'en 1967, les services des Affaires maritimes.

## Renoncements et déclassements

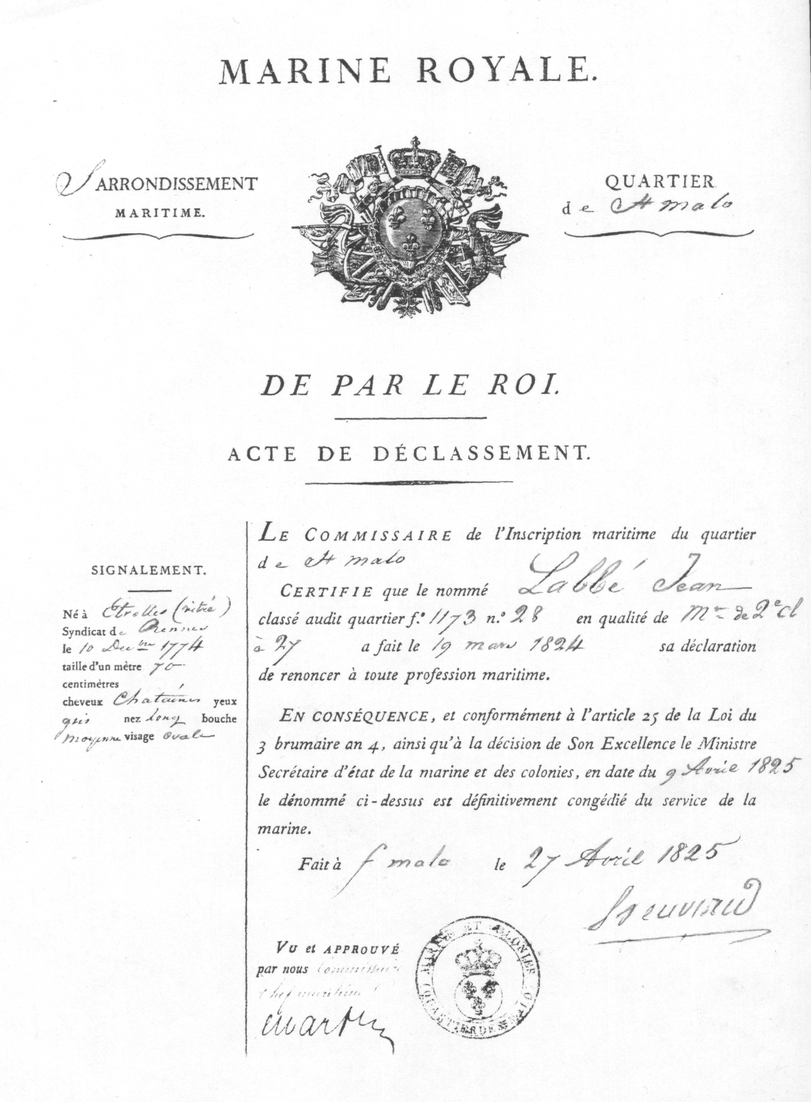
Certificat attestant la sortie des classes d'un matelot du quartier de Saint-Malo en 1825, matelot de l'intérieur des terres (Étrelles).

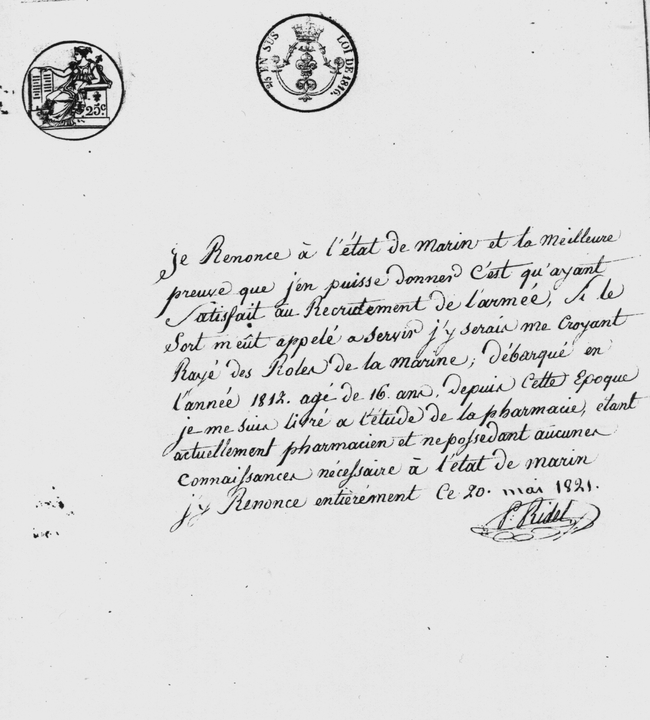
Renoncement à la marine d'un pharmacien en 1821.

Au XIXe siècle, le matelot pouvait quitter la marine par une simple déclaration sur papier timbré de vouloir « renoncer à toute profession maritime ». La page des registres de l'inscription maritime récapitulant sa navigation était biffée après mention de ce renoncement. Un certificat de déclassement pouvait être fourni aux autorités civiles ou militaires.

## Caisse des invalides
Elle est alimentée par une retenue de 2 % sur la solde des équipages. Les Hôtels des Invalides s'ouvrent à Rochefort et Toulon. Si ceux-ci préfèrent rentrer chez eux, ils touchent trois années de solde lors de leur démobilisation. En 1675, les marins des Galères demandent à bénéficier des mêmes dispositions.
1677, Colbert décide que la solde pourra être versée aux familles pendant la durée des campagnes.
Mars 1682, Colbert décide que les curés donneront une instruction gratuite aux enfants d'inscrits maritimes. Ces mesures permirent à l'inscription maritime de doter la marine d'une quantité appréciable de gens de mer, matelots et officiers mariniers.
Officier marinier : nom donné à l'ensemble des maîtres, contre-maîtres et quartiers-maîtres qui assurent dans la marine, à terre et à la mer, les différents services tels que le charpentage, l'artillerie, la voilerie.

## Sources
- Michel Vergé-Franceschi, « Inscription maritime » in François Bluche (dir.), Dictionnaire du Grand Siècle, Fayard, 1990, 2e édition, 2005, p. 760.